# نادي انسخيده الرياضي
نادي انسخيده الرياضي (Sportclub Enschede) أو أس سي أنسخديه هو نادٍ لكرة القدم من أنسخديه ، هولندا . تأسس أس سي أنشخديه في عام 1910. فاز النادي بالبطولة الوطنية في عام 1926. في عام 1965، اندمج نادي إنشخيده مع منافسيهما انسخيده بويز لتشكيل إف سي تفينتي (استمر كلا الناديين في أندية غير تابعة للدوري). يلعب النادي حاليًا في المستوى الخامس في كرة القدم الهولندية.

## التاريخ
تأسس النادي في 1 يونيو 1910. سرعان ما تطور النادي في أحد أندية كرة القدم الرائدة في هولندا ، وفاز باللقب الوطني في عام 1926 وفاز بالدوري الشرقي خمس مرات، كان النادي يديره بيلا جوتمان. عندما تم إنشاء الدوري الهولندي الممتاز الجديد في عام 1956 (كأعلى دوري منفرد في هولندا) ، كان أس سي أنسخديه يملك واحدًا من أفضل اللاعبين مع نجوم اللعبة مثل آبي لنسترا وهيلموت ران. في عام 1958 ، خسروا بعد 180 (!) دقيقة من المباراة النهائية والأخيرة من الدوري الهولندي على الإطلاق ضد دوس أوتريخت. في عام 1965، تم إجبارهم بسبب الديون على الاندماج مع منافسيهم انسخيده بويز إلى تفينتي أنشخيدة . واصل أس سي أنسخديه نادٍ للهواة خارج الدوري. يلعبون حاليًا في المستوى الخامس لكرة القدم الهولندية.

## مرتبة الشرف
- اللقب الوطني الهولندي:

الفائز (1): 1925-1926
الوصيف (1): 1957-1958